# Метрополитен Рио-де-Жанейро
Метрополитен Рио-де-Жанейро (порт. Metrô do Rio de Janeiro) — система линий метрополитена в Рио-де-Жанейро. Является второй по величине в Бразилии после метрополитена Сан-Паулу. Управляется компанией MetrôRio, владельцем является компания Rio Trilhos, принадлежащая правительству Рио-де-Жанейро. Первый участок «Глориа» — «Праса Онзи» длиной 4,3 км с 5 станциями открыт 5 марта 1979. Сегодня система состоит из 41 станции на трёх маршрутах, суммарная длина которых составляет 58 км.

## Линии
Метрополитен состоит из трёх линий, фактически являющихся маршрутами одной линии с ответвлением. Все станции Первой и Четвёртой линий — подземные. Все собственные станции Второй линии проходят по земле, кроме эстакадной «Триажен».
| Линии       | Станции                          | Год открытия | Год открытия последней станции | Длина, км | Количество станций |
| ----------- | -------------------------------- | ------------ | ------------------------------ | --------- | ------------------ |
| 1 Оранжевая | Уругуай ↔ Женерал Озориу         | 1974         | 2014                           | 16        | 20                 |
| 2 Зелёная   | Павуна ↔ Ботафогу                | 1981         | 2010                           | 25        | 26                 |
| 4 Жёлтая    | Женерал Озориу ↔ Жардин Осеанику | 2016         | 2017                           | 16        | 6                  |
| Всего:      | Всего:                           | Всего:       | Всего:                         | 58        | 41                 |

### Комментарии
1. ↑  10 станций общие с линией 1
2. ↑  1 станция общая с линией 1